# 4671 Drtikol
4671 Drtikol (1988 AK1) là một tiểu hành tinh vành đai chính được phát hiện ngày 10 tháng 1 năm 1988 bởi A. Mrkos ở Klet.